# Stirellus fasciata
Stirellus fasciata är en insektsart som beskrevs av Ball och Beamer 1940. Stirellus fasciata ingår i släktet Stirellus och familjen dvärgstritar. Inga underarter finns listade i Catalogue of Life.